# الطاقة في إسرائيل

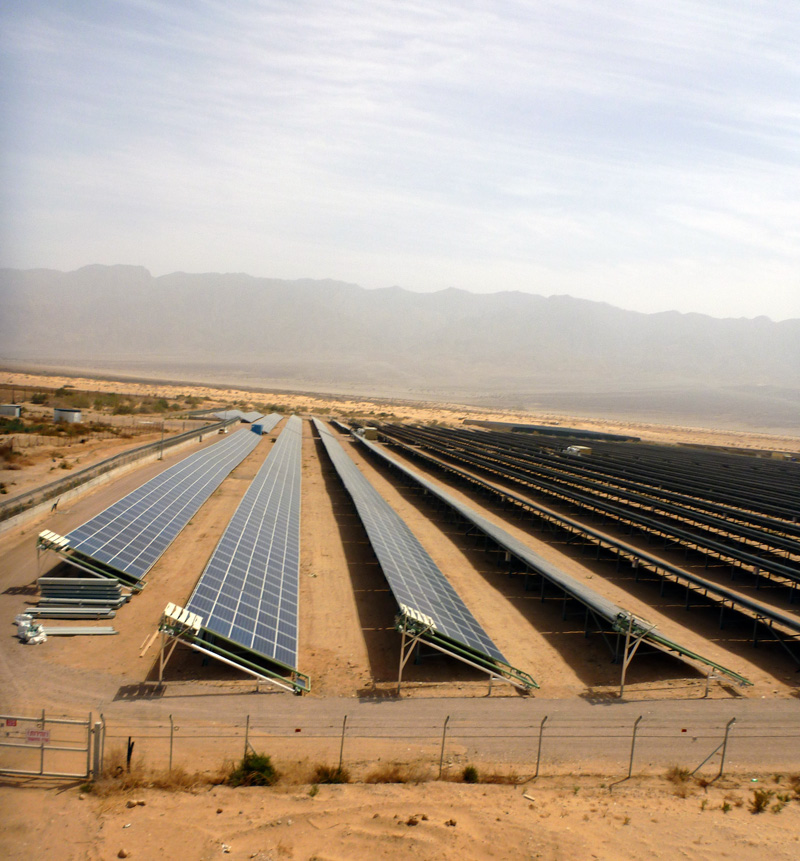
مرزعة خلايا شمسية في مستوطنة كيبوتس، إسرائيل

تعتمد الطاقة في إسرائيل على الوقود الهيدروكربوني. إجمالي الطلب على الطاقة الأولية في البلاد أعلى بكثير من إجمالي إنتاجها من الطاقة الأولية، حيث يعتمد بشكل كبير على الواردات لتلبية احتياجاتها من الطاقة. بلغ إجمالي استهلاك الطاقة الأولية 1.037 كواد (304 تيراوات ساعة) في عام 2016، أو 26.2 مليون طن نفط مكافئ (مليون طن معادل للنفط).
بلغ استهلاك الكهرباء في اسرائيل 57,149 جيجاوات ساعة في عام 2017، في حين بلغ الإنتاج 64,675 جيجاوات ساعة، بصافي صادرات 4.94 تيراوات ساعة. بلغت قدرة التوليد المركبة حوالي 16.25 جيجا وات في عام 2014، معظمها من مصانع الوقود الهيدروكربوني، معظمها من الفحم والغاز. في الأونة الأخيرة، بدأت اسرائيل بالاتجاة إلى الطاقة المتجددة لكن حصتها كانت ضئيلة من إنتاج الكهرباء. يوجد ما يقرب من 1.3 مليون سخان مياه بالطاقة الشمسية.
تم الإعلان في عام 2018 أن 70% من الكهرباء من الغاز الطبيعي و4% من الطاقة المتجددة منها 95% من الطاقة الشمسية الكهروضوئية.

## التاريخ

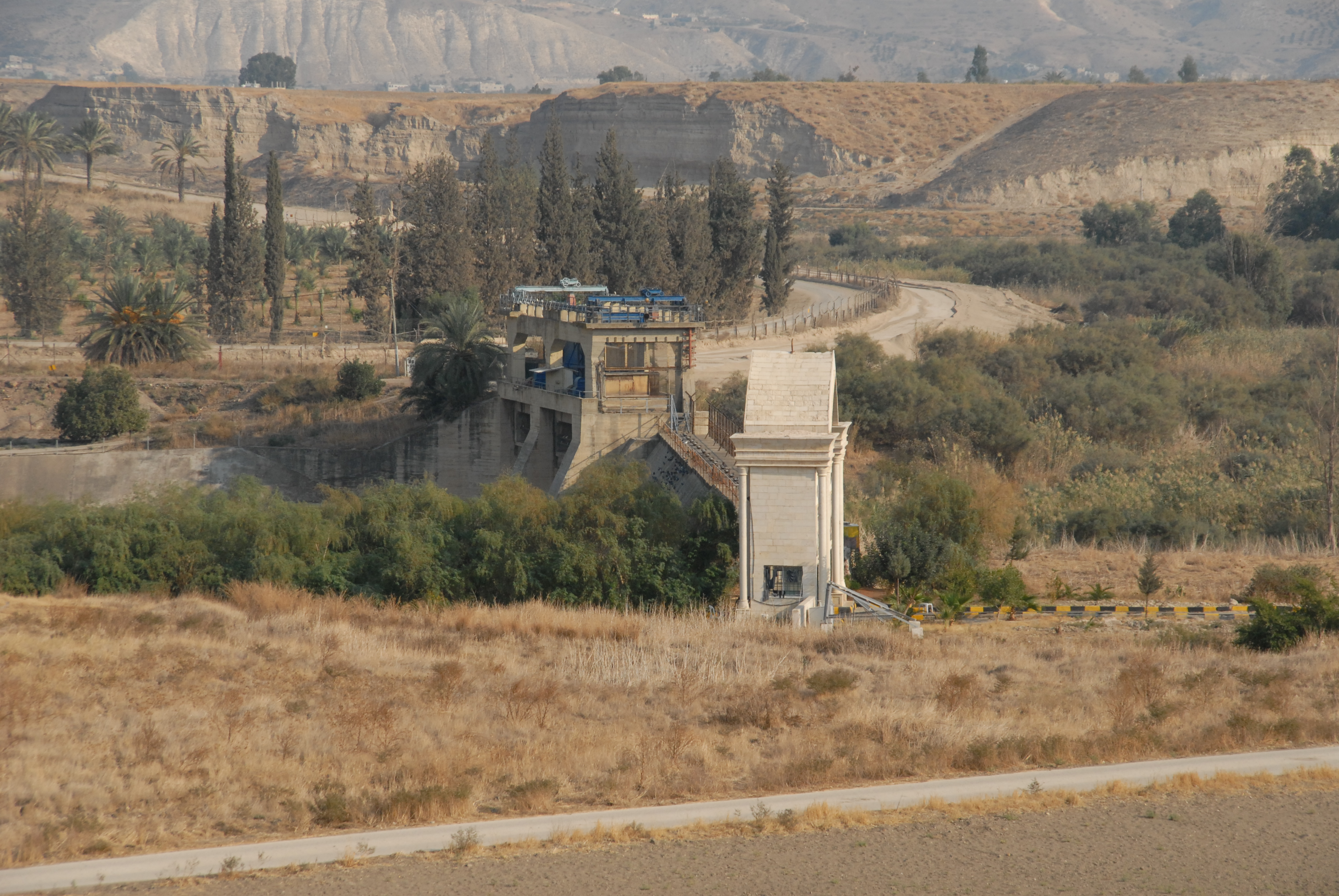
محطة كهرباء بنحهاس روتنبرغ، نهرايم

على مدى التاريخ الإسرائيلي، كان تأمين إمدادات الطاقة مصدر قلق رئيسي لواضعي السياسات الإسرائيليين. الآن، تعتبر شركة الكهرباء الإسرائيلية، التي ترجع تاريخها إلى عام 1923، هي المورد والموزع الرئيسي للطاقة في إسرائيل. بدأ التنقيب عن النفط في عام 1947 على سطح في منطقة هليتس في السهل الساحلي الجنوبي. تم الانتهاء من الاكتشاف الأول، هيلتز-1 في عام 1955، تلاه اكتشاف وتطوير عدد قليل من الآبار الصغيرة في كوكهاف وبرور وأسدود وزوك تامرور في عام 1957.
أنتج حقل هيلتز-برور-كوكفاف المشترك 17.2 مليون برميل، كمية ضئيلة مقارنة مع الاستهلاك الوطني. منذ أوائل الخمسينيات من القرن الماضي، تم حفر 480 بئراً للنفط والغاز والأرض والبحر في إسرائيل ولم ينتج معظمها عن نجاح تجاري. في 1958-1961، تم اكتشاف العديد من حقول الغاز الصغيرة في صحراء يهودا الجنوبية. منذ حرب الأيام الستة وحتى معاهدة الفصل المصري في عام 1975، أنتجت إسرائيل كميات كبيرة من النفط من حقل أبو ردس النفطي في سيناء.
في عام 1951، اتهمت الدول العربية المصالح النفطية الأمريكية في المملكة العربية السعودية ببيع النفط لحكومات أمريكا الوسطى التي تحايلت على الحصار العربي ضد إسرائيل عن طريق بيع النفط مرة أخرى إلى المصفاة في حيفا.

## الطاقة الأولية

### الغاز الطبيعي

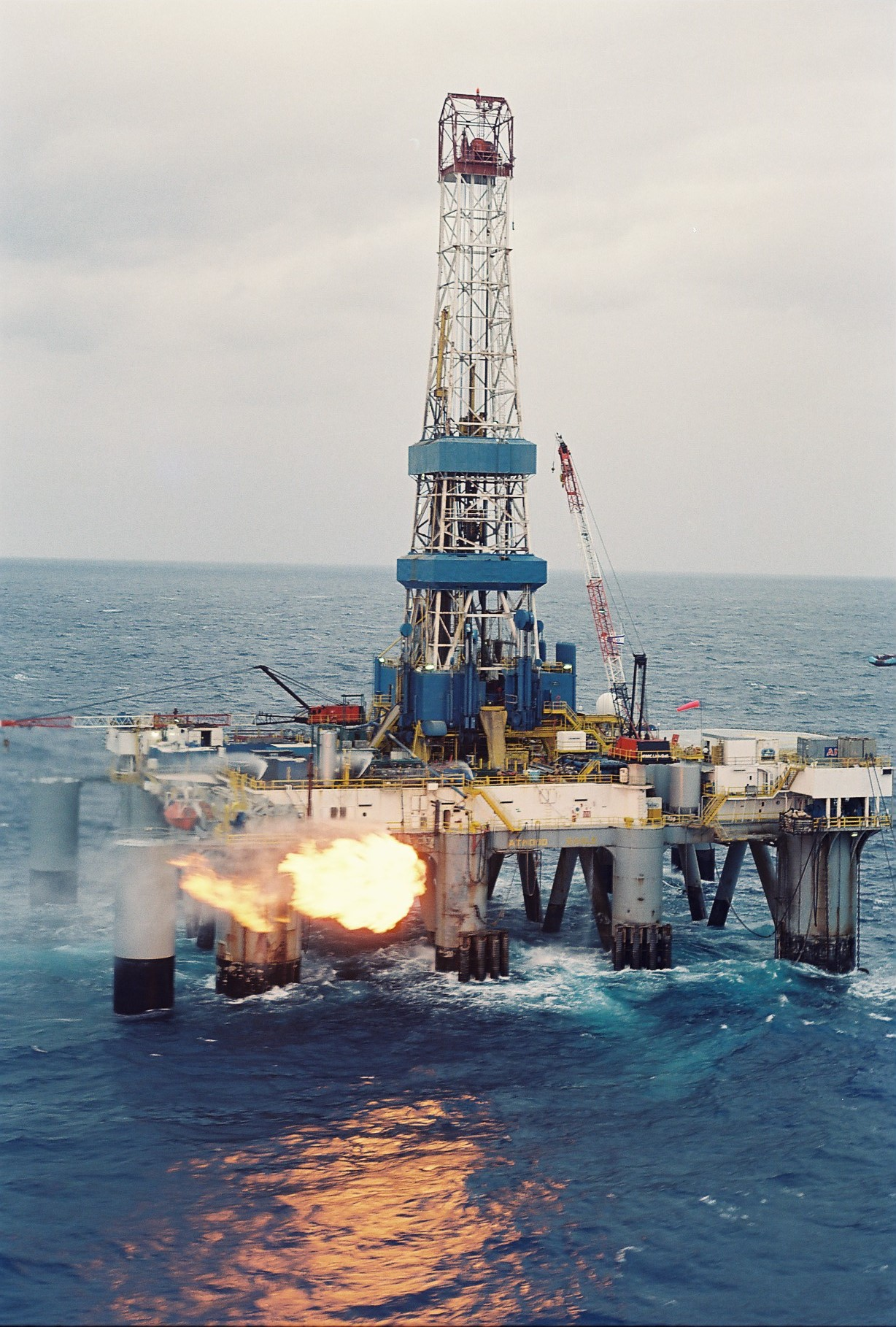
التنقيب عن الغاز الطبيعي في البحر الأبيض المتوسط، حقل غاز نوا

منذ تأسيس إسرائيل في عام 1948، وهي تعتمد على واردات الطاقة من بلدان أخرى بشكل عام. على سبيل المثال في عام 2013 ، أنتجت إسرائيل 7 مليارات متر مكعب من الغاز الطبيعي واستوردت 720 مليون متر مكعب في عام 2011.
تاريخياً، استوردت إسرائيل الغاز الطبيعي عبر خط أنابيب العريش- عسقلان من مصر، والتي تعتبر ثاني أكبر منتج للغاز الطبيعي في شمال إفريقيا. في عام 2005، وقعت مصر صفقة بقيمة 2.5 مليار دولار لتزويد إسرائيل بحوالي 57 مليار قدم مكعب من الغاز سنويًا لمدة خمسة عشر عامًا. بموجب هذا الاتفاق، توفر مصر 40 في المائة من الطلب على الغاز الطبيعي في إسرائيل. تسيطر شركة الكهرباء الإسرائيلية (IEC) على أكثر من 95% من قطاع الكهرباء في إسرائيل، وتتحكم في إنتاج وتوزيع ونقل الكهرباء. لدى الشركة قانون توزيع الغاز الطبيعي الذي ينظم توزيع الغاز الطبيعي في إسرائيل لتمكين المنافسة في السوق.
كانت اكتشافات حقل غاز تمر في عام 2009 وحقل ليفياثان للغاز في عام 2010 قبالة ساحل إسرائيل مهمة. إن احتياطيات الغاز الطبيعي في هذين الحقلين (تمتلك ليفياثان حوالي 19 تريليون قدم مكعب) يمكن أن تجعل إسرائيل أكثر أمانًا في مجال الطاقة. في عام 2013، بدأت إسرائيل الإنتاج التجاري للغاز الطبيعي من حقل تمر.

### الكهرباء
في عام 2015، بلغ استهلاك الطاقة في إسرائيل 52.86 تيراواط ساعة، أو 6562 كيلوواط ساعي للفرد. شركة الكهرباء الإسرائيلية (IEC) هي المنتج الرئيسي للكهرباء في إسرائيل، بطاقة إنتاجية تبلغ 11,900 ميجاوات. في عام 2016، بلغت حصة IEC من سوق الكهرباء 71%.

### الوقود الهيدروكربوني
معظم الكهرباء في إسرائيل تعتمد على الوقود الهيدروكربوني من محطات تابعه شركة الكهرباء الإسرائيلية (IEC)التالية:
| الإسم                    | الموقع                    | نوع التوربينه              | نوع الوقود      | السعة(ميجاوات) 2017 |
| ------------------------ | ------------------------- | -------------------------- | --------------- | ------------------- |
| أوروت رابين              | الخضيرة                   | عنفة بخارية                | فحم حجري        | 2,590               |
| أوروت رابين              | الخضيرة                   | عنفة غازية                 | ديزل            | 15                  |
| محطة روتنبرغ للطاقة      | عسقلان                    | عنفة بخارية                | فحم             | 2,250               |
| محطة روتنبرغ للطاقة      | عسقلان                    | عنفة غازية                 | ديزل            | 40                  |
| محطة أشكول للطاقة        | أسدود                     | عنفة بخارية                | غاز طبيعي       | 912                 |
| محطة أشكول للطاقة        | أسدود                     | عنفة غازية، الدورة المركبة | غاز طبيعي       | 771                 |
| محطة أشكول للطاقة        | أسدود                     | عنفة غازية                 | ديزل            | 10                  |
| محطة ريدنج للطاقة        | تل أبيب                   | عنفة بخارية                | غاز طبيعي       | 428                 |
| محطة حيفا للطاقة         | حيفا                      | عنفة بخارية                | غاز طبيعي       | 282                 |
| محطة حيفا للطاقة         | حيفا                      | عنفة بخارية                | غاز طبيعي       | 748                 |
| محطة حيفا للطاقة         | حيفا                      | عنفة غازية                 | ديزل            | 80                  |
| محطة إيلات للطاقة        | إيلات                     | عنفة غازية                 | ديزل            | 34                  |
| محطة كهرباء ايتان        |                           | عنفة غازية                 | ديزل، ميثانول   | 58                  |
| محطة ألون تافور للطاقة   | منطقة ألون تافور الصناعية | عنفة غازية                 | ديزل            | 220                 |
| محطة ألون تافور للطاقة   | منطقة ألون تافور الصناعية | الدورة المركبة             | غاز طبيعي       | 363                 |
| محطة كهرباء جيزر         | الرملة                    | عنفة غازية                 | غاز طبيعي       | 592                 |
| محطة كهرباء جيزر         | الرملة                    | الدورة المركبة             | غاز طبيعي       | 744                 |
| محطة كهرباء هارتوف       |                           | عنفة غازية                 | ديزل            | 40                  |
| محطة كهرباء هاجيت        | الياكيم                   | الدورة المركبة             | غاز طبيعي       | 1,394               |
| محطة كهرباء كيناروت      |                           | عنفة غازية                 | ديزل            | 80                  |
| محطة كهرباء عطاروت       |                           | عنفة غازية                 | ديزل            | 68                  |
| محطة تزافيت للطاقة       | كريات ملاخي               | عنفة غازية                 | غاز طبيعي، ديزل | 580                 |
| محطة كهرباء قيصرية       |                           | عنفة غازية، الدورة المركبة | ديزل            | 130                 |
| محطة رمات هوفاف للكهرباء | رمات هوفاف                | عنفة غازية، الدورة المركبة | غاز طبيعي       | 1,137               |
| محطة كهرباء رعنانا       | رعنانا                    | عنفة غازية                 | ديزل            | 11                  |

تنتمي محطات الطاقة التالية إلى منتجي طاقة مستقلين، وعلى الرغم من أنها متصلة بشبكة توزيع IEC ، إلا أنها لا تديرها IEC:
| الإسم                 | الموقع     | نوع التوربينة              | نوع الوقود | السعه (ميجاوات) 2017 |
| --------------------- | ---------- | -------------------------- | ---------- | -------------------- |
| محطة كهرباء دوراد     | عسقلان     | عنفة غازية، الدورة المركبة | غاز طبيعي  | 840                  |
| محطة كهرباء داليا     | كفر مناحيم | الدورة المركبة             | غاز طبيعي  | 870                  |
| محطة كهرباء مشور روتم | مشور روتم  | الدورة المركبة             | غاز طبيعي  | 440                  |

### الطاقة المتجددة
تعتمد إسرائيل في إنتاج الطاقة المتجددة على حقول الطاقة الشمسية مثل نيوت هوفاف وكيتورا صن (11 ميجاوات) والطاقة الكهرومائية (6.6 ميجاوات) وطاقة الرياح في مرتفعات الجولان للرياح (6 ميجاوات).
على الرغم من الحصول على أكثر من 300 يوم من أشعة الشمس في السنة، وفقا لعام 2017، فإن أقل من 3% من كهرباء إسرائيل فقط تأتي من مصادر متجددة. وفقًا لجمعية الطاقة الخضراء في إسرائيل، انخفض عدد شركات الطاقة الشمسية في البلاد من حوالي 130 شركة في عام 2010 إلى 60 شركة في عام 2015. وتقول الجمعية إن اكتشافات كميات كبيرة من الغاز الطبيعي منذ عام 2009 قد قلل من اهتمام الحكومة بالتجديد الطاقة. ومع ذلك، تؤكد إسرائيل رسميًا أنها ستحقق هدفها المتمثل في توفير 10% من الطاقة من المصادر المتجددة بحلول عام 2020.

### الطاقة النووية
على الرغم من وجود مفاعل نووي يعمل بالماء الثقيل يعمل بكامل طاقته في مفاعل ديمونا للأبحاث النووية، إلا أنه تم الإعلان في عام 2013، أن إسرائيل ليس لديها محطات للطاقة النووية.
في يناير 2007، صرح وزير البنية التحتية الإسرائيلي بنيامين بن اليعازر إن بلاده يجب أن تفكر في إنتاج الطاقة النووية للأغراض المدنية. ومع ذلك، ونتيجة لكارثة فوكوشيما النووية، قال رئيس الوزراء بنيامين نتنياهو في 17 مارس 2011، "لا أعتقد أننا سنواصل استخدام الطاقة النووية المدنية في السنوات المقبلة.

### تسخين المياه بالطاقة الشمسية

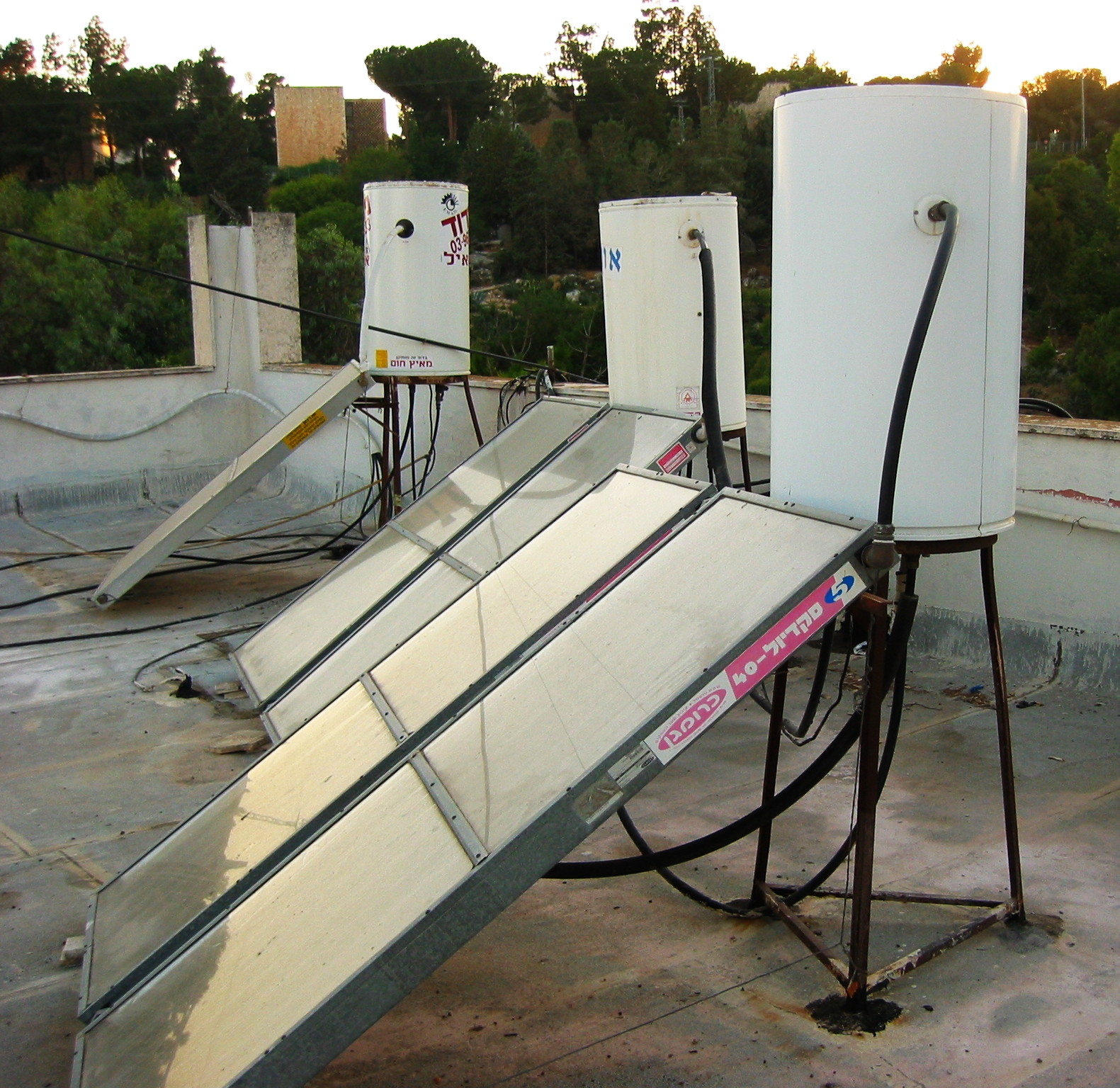
المراجل الشمسية على السطح في القدس

إسرائيل هي واحدة من رواد العالم في استخدام الطاقة الحرارية الشمسية للفرد. اعتبارًا من أوائل التسعينيات، كانت الحكومة تطلب من جميع المباني السكنية الجديدة تركيب أنظمة تسخين المياه بالطاقة الشمسية، وتقدر وزارة البنية التحتية الوطنية في إسرائيل أن الألواح الشمسية لتسخين المياه تلبي 4% من إجمالي الطلب على الطاقة في البلاد. إسرائيل وقبرص هما قادة الفرد في استخدام أنظمة تسخين المياه بالطاقة الشمسية حيث يستخدمها أكثر من 90% من المنازل. تقدر وزارة البنية التحتية الوطنية أن تسخين المياه بالطاقة الشمسية يوفر لإسرائيل مليوني برميل (320,000 متر مكعب) من النفط سنويًا.

## وصلات خارجية
- أكبر مزرعة للطاقة الشمسية في صحراء نيجيف، إسرائيل.
- مزارع طاقة الرياح في إسرائيل.